# Jean Zimmer
Jean Zimmer (Bad Dürkheim, 6 dicembre 1993) è un calciatore tedesco, difensore del Kaiserslautern.

## Caratteristiche tecniche
È un terzino destro.

## Carriera
Cresciuto nelle giovanili del Kaiserslautern, ha debuttato con la prima squadra il 23 dicembre 2013 nel match vinto 2-1 contro l'Ingolstadt 04.
Nel 2016 viene ceduto allo Stoccarda.

## Statistiche

### Presenze e reti nei club
Statistiche aggiornate al 19 maggio 2017.
| Stagione              | Squadra               | Campionato            | Campionato | Campionato | Coppe nazionali | Coppe nazionali | Coppe nazionali | Coppe continentali | Coppe continentali | Coppe continentali | Altre coppe | Altre coppe | Altre coppe | Totale | Totale |
| Stagione              | Squadra               | Comp                  | Pres       | Reti       | Comp            | Pres            | Reti            | Comp               | Pres               | Reti               | Comp        | Pres        | Reti        | Pres   | Reti   |
| --------------------- | --------------------- | --------------------- | ---------- | ---------- | --------------- | --------------- | --------------- | ------------------ | ------------------ | ------------------ | ----------- | ----------- | ----------- | ------ | ------ |
| 2013-2014             | Kaiserslautern        | 2B                    | 6          | 0          | CG              | 1               | 0               | -                  | -                  | -                  | -           | -           | -           | 7      | 0      |
| 2014-2015             | Kaiserslautern        | 2B                    | 28         | 4          | CG              | 3               | 0               | -                  | -                  | -                  | -           | -           | -           | 31     | 4      |
| 2015-2016             | Kaiserslautern        | 2B                    | 27         | 1          | CG              | 1               | 0               | -                  | -                  | -                  | -           | -           | -           | 28     | 1      |
| Totale Kaiserslautern | Totale Kaiserslautern | Totale Kaiserslautern | 61         | 5          |                 | 5               | 0               |                    | -                  | -                  |             | -           | -           | 66     | 5      |
| 2016-2017             | Stoccarda             | 2B                    | 16         | 0          | CG              | 1               | 0               | -                  | -                  | -                  | -           | -           | -           | 17     | 0      |
| Totale carriera       | Totale carriera       | Totale carriera       | 77         | 5          |                 | 6               | 0               |                    | -                  | -                  |             | -           | -           | 83     | 5      |

## Palmarès

### Competizioni nazionali
- Campionato tedesco di seconda divisione: 2

Stoccarda: 2016-2017
Fortuna Düsseldorf: 2017-2018